# Peperomia pseudoboliviensis
Peperomia pseudoboliviensis är en pepparväxtart som beskrevs av William Trelease. Peperomia pseudoboliviensis ingår i släktet peperomior, och familjen pepparväxter. Inga underarter finns listade i Catalogue of Life.